# Marzán (Riello)
Marzán es una pedanía que pertenece al Ayuntamiento de Riello en la provincia de León, comunidad autónoma de Castilla y León, España. Cuenta con una población de 21 habitantes, 12 de ellos varones y 9 mujeres, según datos del INE (2008)

## Contexto geográfico
Marzán se sitúa en la comarca leonesa tradicional de Omaña, y más concretamente en el Valle Gordo. La población se ubica en la margen izquierda del río Valle Gordo, afluente por la derecha del río Omaña.

## Situación
Marzán está situado en un entorno privilegiado, reserva de la biosfera.
Se puede acceder por carretera CV-128-2 (conocida como la carretera del Valle Gordo). Los núcleos de población más cercanos son Villaverde de Omaña y Barrio de la Puente

## Cultura
Por su remota ubicación sus habitantes han mantenido vivo hasta hoy el idioma leonés, si bien en estado de diglosia con respecto al castellano, que es conocido y entendible por todos, no siendo siempre utilizado. La variante local leonesa se encuadra dentro del dialecto occidental. El topónimo castellano y el leonés coinciden. 

## Historia
Se desconoce el origen exacto del pueblo. Hay quien opina que  podría proceder de un asentamiento romano conocido como Martius, vinculado a la extracción aurífera que se desarrolló en la comarca omañesa en aquella época. No obstante, es más probable que este topónimo tenga que ver con la actual ubicación del pueblo, una zona que se inundaba periódicamente cuando crecía de forma muy notable el río Valle Gordo que describe un meandro significativo a su llegada a Marzán. Así lo atestiguan los enormes cantos rodados que afloraron en las huertas del centro de pueblo cuando se realizaron las obras para la traída del agua. Esta zona era una antigua bárzana o bárcena, de donde derivó Marzán. En Asturias existen varios topónimos que también se encuentran en Omaña, entre los que se encuentra Marzaniella y Marzana cuyo origen está ligado al agua.También en Vizcaya aparece Marzana.  Hay indicios fundados de que el antiguo asentamiento castreño se encontraba en la zona más alta del pueblo cerca de la iglesia, quizás en el lugar conocido como el casar (en las tierras del casar), en la ladera occidental del valle de Villerín, topónimo cuya deformación alude a un posible "Villarín".